# El arbusto mágico (episodio de South Park)
«El arbusto mágico» («The Magic Bush» como título original) es el quinto episodio de la temporada decimoctava de la serie animada de televisión norteamericana South Park. El episodio 252 en general, fue escrito y dirigido por el cocreador de la serie Trey Parker. Se estrenó en el canal Comedy Central en Estados Unidos el 29 de octubre de 2014 y aborda los temas del uso civil recreativo e indiscriminado de aviones no tripulados o «drones», la filtración de fotografías de desnudos de celebridades a través de internet y el atentado contra Michael Brown y los consiguientes disturbios de Ferguson del 2014.
Cartman difunde por Internet un video íntimo de la madre de Craig obtenido con el drone de Butters, lo cual lleva a que los vecinos de South Park quieran protegerse mediante otros drones «vigilantes». Todos estos aviones no tripulados sumados a los de la Policía y de la Guardia Nacional inundan los aires del condado provocando disturbios y desmanes, lo cual llevará a Cartman a solucionar el problema que el mismo produjo de una manera muy peculiar.
Debido a «problemas de doblaje» Comedy Central en España emitió el episodio con el padre de Craig y el padre de Token sin doblar, manteniendo el audio original en inglés.

## Trama

### Sección 1
Cartman va a la casa de Butters y se entera de que su papá (Stephen) es propietario de un avión no tripulado más conocido como “drone” y convence a Butters y a Kenny de ir más tarde a su casa para volar el artefacto alrededor de South Park con el fin de fisgonear todo el pueblo. Al hacerlo, espían desvistiéndose a la madre de Craig, (Laura), y se ríen de ella por tener su vello púbico sin rasurar. El padre de Craig (Thomas) ve el avión y acusa a Stephen de invadir su intimidad, debido a que es la única persona de South Park que tiene un avión no tripulado, mientras tanto Butters se las arregla para volar de vuelta el avión antes de que pueda ser descubierto.
Stephen se pregunta si el avión puede ser capaz de volar por sí mismo, porque Butters «no tiene permitido volarlo sin supervisión». Al día siguiente, Cartman sube a Internet el video de Laura tomado por el drone. Butters se siente culpable por la enorme difusión del video y le dice a Cartman que deben confesar su falta pero éste lo convence de no hacerlo, mientras que Kyle escucha a escondidas toda la conversación de estos personajes.
Por otro lado, un grupo de vecinos de South Park se reúnen para discutir el uso cada vez más frecuente de los drones y la violación a la intimidad de los habitantes del pueblo, mientras Laura defiende su decisión de no afeitarse el vello púbico. Al final deciden que la manera más segura de protegerse a sí mismos es formar un programa de vigilancia del vecindario con sus propios drones.
Más adelante, Kyle se enfrenta a Cartman y Kenny por su mal uso del drone para espiar, pero, a su vez, Cartman acusa a Kyle de espiarlo en el baño para obtener esta información. Por su parte, Stephen intenta regresar su avión no tripulado a la tienda de hobbys y le dice al vendedor que su avión estaba volando por sí mismo, siendo incapaz de aceptar la posibilidad de que su hijo Butters lo utilice sin supervisión.

### Sección 2
Thomás y Laura van a la policía del condado para exigir que el uso de los aviones no tripulados sea declarado ilegal pero los agentes de la estación no les prestan mucha atención. Mientras esto sucede Cartman discute nuevamente con Butters y le argumenta que la información privada no está a salvo en la era de la Internet como lo demuestra la filtración de información privada de famosos a través de las redes sociales.
Por otro lado Randy vuela su drone como parte de la vigilancia de vecindario y pero se detiene a espiar a una pareja teniendo relaciones sexuales y es descubierto por un drone policía quien lo neutraliza de un disparo, lo cual genera una protesta de los propietarios de drones que es repelida por los drones policiales creando disturbios y saqueos que hacen necesario convocar a los drones de la guardia nacional.

### Sección 3
Debido a los disturbios los padres de Craig son entrevistados por un periodista del programa 20/20 sobre la violación a su intimidad por parte de los usuarios de los drones y en la mitad de la entrevista el padre de Butters interfiere la señal del programa para exponer sus dudas sobre lo que él considera una especie de conspiración tecnológica según la cual los drones tendrían vida propia.
Muy angustiado por todos estos eventos, Butters le dice a Cartman que deben entregarse y decir la verdad, pero Cartman evita que Butters haga esto a través de un plan mediante el cual los drones de vigilancia de vecindario, de la Policía y de la Guardia Nacional son cautivados por una de muñeca sexual atada a un drone manejado por Cartman. La particularidad es que la muñeca tiene una enorme región púbica no rasurada, en representación de la mamá de Craig. El drone de Cartman lleva todos los otros drones fuera de la ciudad salvando al pueblo de la amenaza que estos aviones constituyen. 
El episodio finaliza en medio de un homenaje que los habitantes de South Park hacen a Laura por liberar a la ciudad de los aviones no tripulados, pero en realidad fue Cartman quien realizó la hazaña.

## Producción

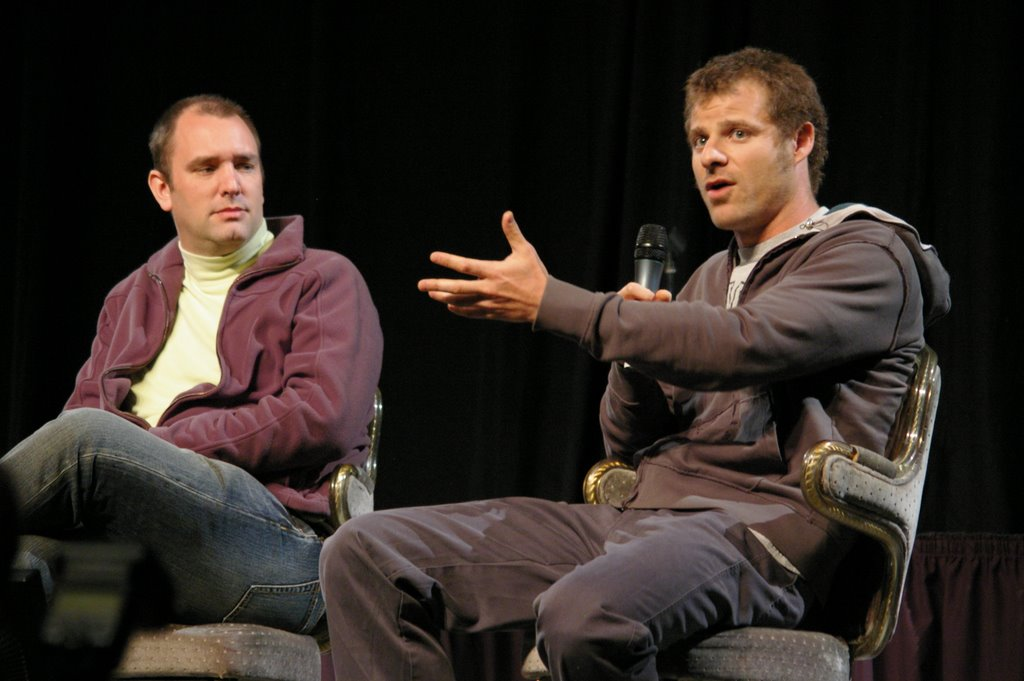
Los co-creadores de la serie: Parker y Stone

En los comentarios de audio contenidos en el DVD de la temporada XVIII los co-creadores de la serie exponen varias razones por las cuales decidieron realizar el episodio El arbusto Mágico. En primer lugar, después de hablar de los drones, Trey Parker decidió comprar uno y después de volarlo en el patio de su residencia le enseñó a Stone el video que había grabado durante el vuelo del drone y ambos quedaron asombrados porque se podía ver todo lo que sucedía en sus alrededores y concluyeron que lo único que se podía hacer con un avión no tripulado era espiar a los vecinos y tomaron esta conclusión como la trama del episodio.
En segundo lugar, el hecho de que no existiera ninguna normatividad que regulara el uso de los aviones no tripulados y su repentina popularidad lo cual podía fácilmente llevar a la violación de los derechos de intimidad de las personas sin consecuencias para los infractores.
Los creadores de la serie utilizaron como personajes principales a Cartman y Butters que constituyen un dúo de personalidades opuestas que ya había dado buenos resultados en anteriores episodios. El resto de los personajes son secundarios, incluyendo los drones, pero le dan variedad a la trama.En el episodio los drones son presentados como personajes que parecen tener una vida propia, es por esto que se enfrentan a la policía, generan saqueos, participan en marchas y manifestaciones. Los drones son una representación de la voluntad de las personas que los dirigen.
La producción del episodio inició con la idea central de los drones, pero después los creadores desarrollaron una trama muy diferente, sin embargo al final el equipo creativo retomó la idea original que fue la que salió al aire. Varios de los personajes que aparecen en el episodio requirieron modificaciones artísticas de los modelos originales; es el caso del padre de Butters (Stephen "Willis" Stotch) y la mama de Craig (Laura Tucker). Por su parte los drones civiles, policiales y militares debieron ser creados desde cero. (pie de página web oficial). Como dato curioso, el episodio originalmente se llamó Bushgate, pero finalmente este nombre fue sustituido por The Magic Bush.

### Personajes

#### Habituales y no debutantes
| Personaje          | Roll                          | Debut                                        |
| ------------------ | ----------------------------- | -------------------------------------------- |
| Eric Cartman       | Personaje principal           | El Espíritu de la Navidad (Jesús vs. Frosty) |
| Butters Stotch     | Personaje principal           | Cartman Consigue una Sonda Anal              |
| Kenny McCormick    | Personaje principal           | El Espíritu de la Navidad (Jesús vs. Frosty) |
| Kyle Broflovski    | Personaje principal           | El Espíritu de la Navidad (Jesús vs. Frosty) |
| Stan Marsh         | Personaje principal           | El Espíritu de la Navidad (Jesús vs. Frosty) |
| Craig Tucker       | Estudiante 4º                 | El Sr. Mojón, el Espíritu de la Navidad      |
| Jimmy Valmer       | Estudiante 4º                 | Pelea de Inválidos                           |
| Stephen Stotch     | Padre de Butters              | El gallinofilo                               |
| Randy Marsh        | Padre de Stan                 | Volcán                                       |
| Laura Tucker       | Madre de Craig                | Tweek vs. Craig                              |
| Thomas Tucker      | Padre de Craig                | Tweek vs. Craig                              |
| Stuart McCormick   | Padre de Kenny                | Muerte                                       |
| Gerlald Broflovski | Padre de Kyle                 | Paco el flaco                                |
| Steve Black        | Padre de Token                | El Tonto Crimen de Odio contra Cartman 2000  |
| Linda Black        | Madre de Token                | El Tonto Crimen de Odio contra Cartman 2000  |
| Peter Nelson       | Compañero de trabajo de Randy | Haz el Amor, No el Warcraft                  |

#### Debutantes
| Personaje                               | Roll                                                  |
| --------------------------------------- | ----------------------------------------------------- |
| Juglar                                  | Cantante                                              |
| Propietario de la tienda de pasatiempos | Vendedor                                              |
| Drone                                   | vigilante de vecindario, policía, periodista, militar |

### Locaciones
| Locación             | Utilización | Primera aparición               |
| -------------------- | ----------- | ------------------------------- |
| Residencia Stotch    | Residencia  | Una Navidad de Mierda           |
| Residencia Cartman   | Residencia  | Cartman Consigue una Sonda Anal |
| Residencia Tucker    | Residencia  | Tweek vs. Craig                 |
| Tele's               | Comercio    | El Hombre Prehistórico de Hielo |
| The Hobby Enthusiast | Comercio    | The Magic Bush                  |
| U-Stor-It            | Bodega      | El Mapache                      |

## Temática y referencias culturales

### Temática principal

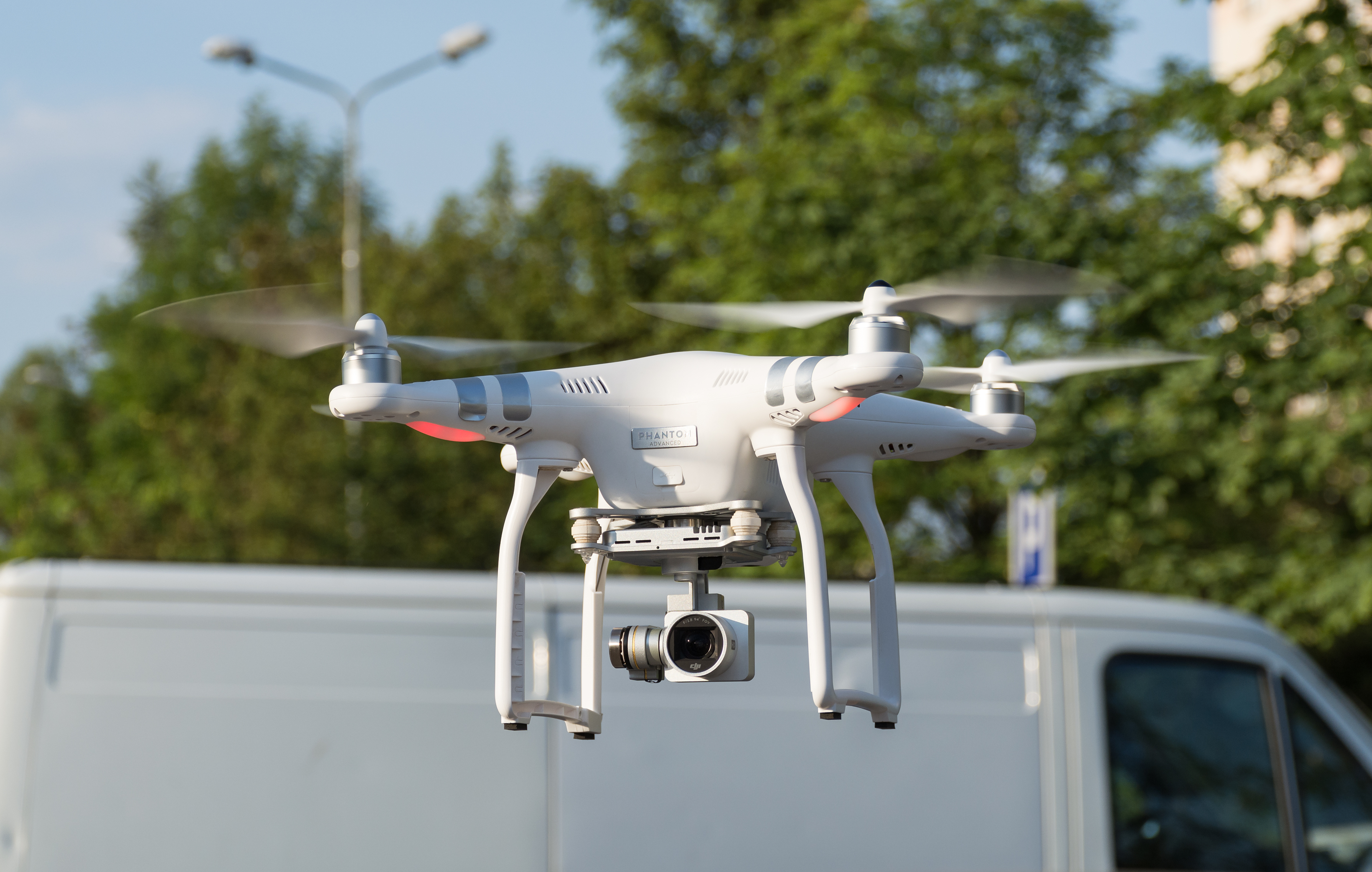
Los aviones no tripulados o "drones", son tema central del episodio

Los aviones no tripulados son una excusa utilizada por los guionistas para abordar el tema principal del episodio: la falta de intimidad en la sociedad debido al uso indiscriminado de herramientas tecnológicas como el Internet, la fotografía digital, los videos digitales, los teléfonos inteligentes y los aviones no tripulados. Todos estos productos son populares, de bajo costo, libre acceso y permiten difundir cualquier tipo de información especialmente por redes sociales. A esto se suma el hecho de que no existen regulaciones globales realmente efectivas que limiten o revisen el contenido y calidad de la información transmisible, aunque ésta viole derechos de las personas como su intimidad o buen nombre. Tampoco existen herramientas contundentes que limiten el acceso a la información de contenido no apto para algunos tipos de personas (menores de edad).
En una escena de El arbusto mágico Cartman le advierte a Butters: «vivimos en un mundo sin privacidad... podemos enloquecernos por esto o podemos calmarnos». Con esta línea del guion los creadores de la serie sintetizan la temática principal del episodio.

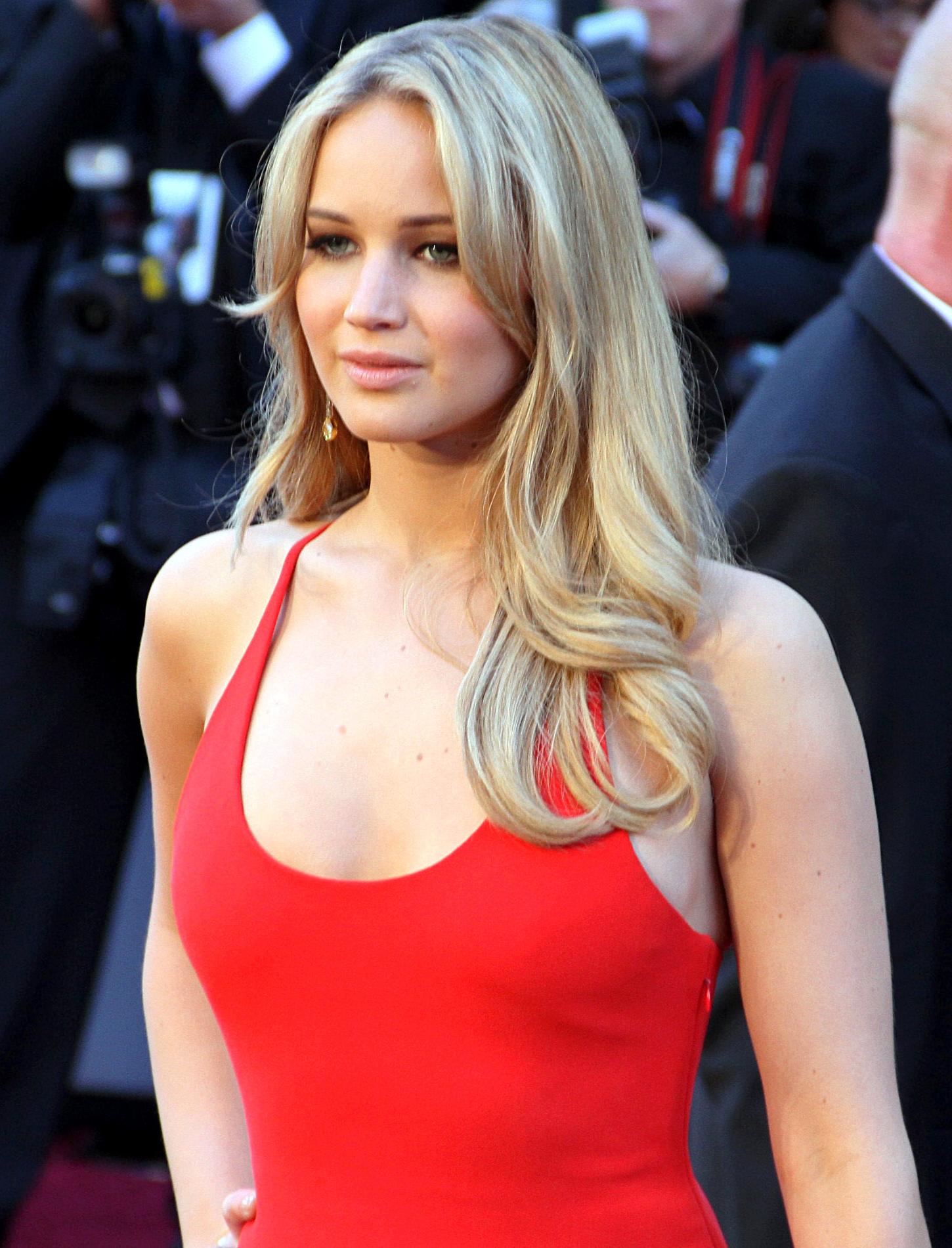
Jennifer Lawrence fue una de las actrices víctimas de filtración de fotografías intimas en el año 2014

### Referencias culturales

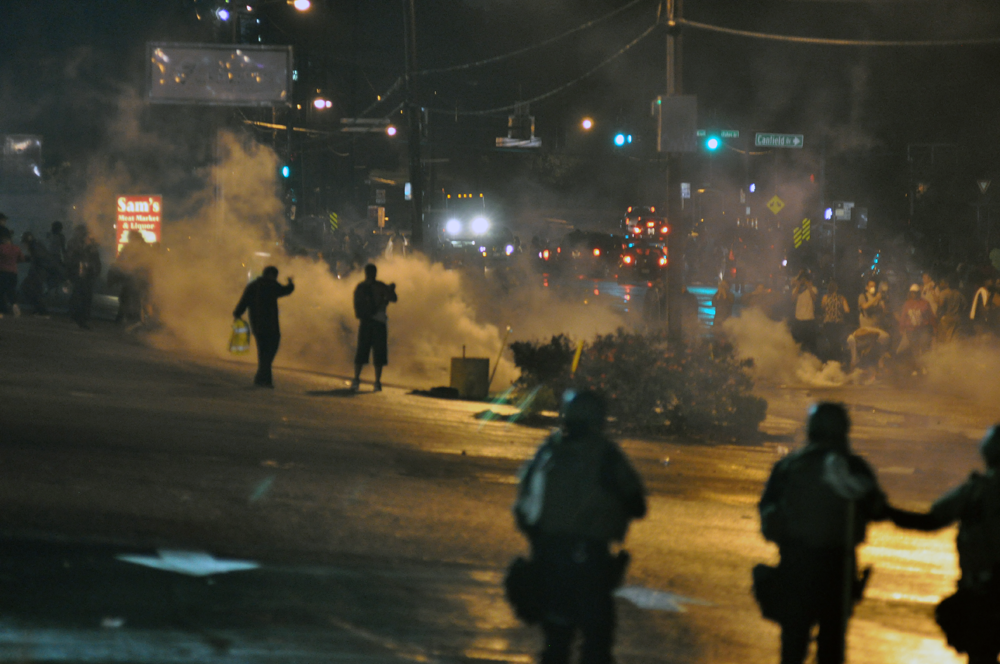
Los disturbios de Ferguson son uno de los temas del episodio